# Njarðvík

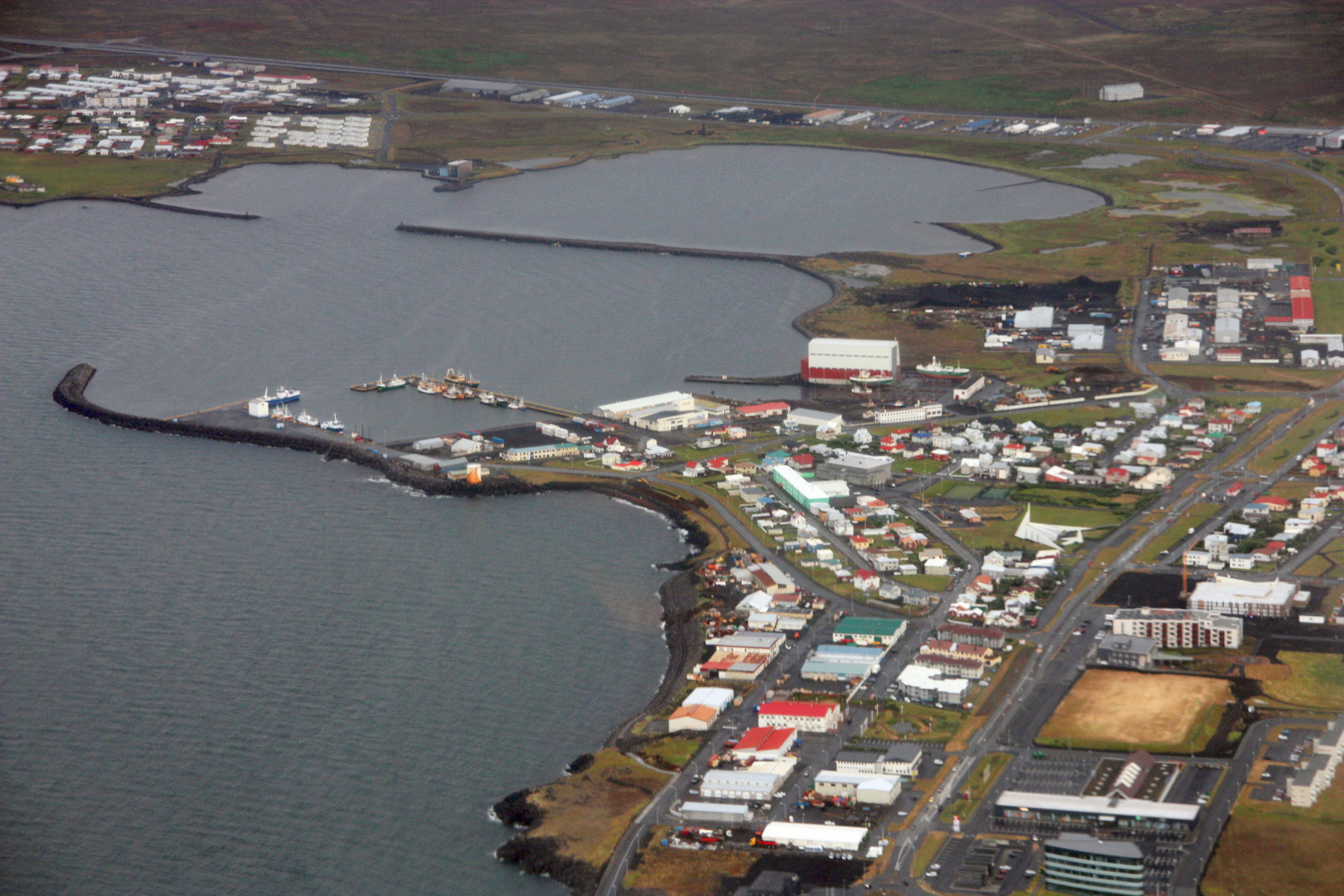
Njarðvík från luften 2009

Njarðvík är en isländsk småstad med ungefär 4 400 invånare. Den ligger väst om halvön Reykjanes. Det är en lugn hamnstad vars huvudnäring är fiske. Njarðvík är i praktiken sammanbyggt med Keflavík, och båda orterna tillhör sedan 1994 kommunen Reykjanesbær.
Den mest kända byggnaden i Njarðvík är betongkyrkan Ytri-Njarðvíkurkirkja som byggdes 1979 av Ormar Þór Guðmundsson och Örnólfur Hall. I stadens äldre del finns även en stenkyrka vid namn Innri-Njarðvíkurkirkja; den byggdes 1886. Namnet kommer av gudanamnet Njord. 
Staden hyser även ett vandrarhem.